# Bite (2015)
Bite ist ein kanadischer Tierhorrorfilm aus dem Jahr 2015 von Regisseur Chad Archibald, der zusammen mit Jayme Laforest auch das Drehbuch schrieb und mit produzierte.
Nach einem Insektenstich macht die Protagonistin Casey (Elma Begovic) in dem Body-Horror-Film eine unangenehme Verwandlung durch.

## Handlung
Zusammen mit ihren Freundinnen Kirsten und Jill feiert die junge Casey ihren Junggesellinnenabschied auf Costa Rica. Dort wird sie von einem Insekt gebissen. Wieder zu Hause ignoriert sie den Biss, da sie mit den Hochzeitsvorbereitungen sehr beschäftigt ist. Zusätzlich wird sie noch von ihrer zukünftigen Schwiegermutter Mrs. Kennedy unter Druck gesetzt, die in Casey keine gute Ehefrau für ihren Sohn sieht. Sowohl Casey, als auch ihr Verlobter Jared und seine Mutter leben in einem Mehrfamilienhaus auf demselben Stockwerk.
Casey kommen so langsam Zweifel an der bevorstehenden Hochzeit. Zusätzlich bemerkt sie an sich selbst starke Veränderungen. Ihr Körper mutiert langsam, ihre Sinne verschärfen sich. Sie kann keine Nahrung mehr aufnehmen und sie wird von Albträumen geplagt. Als sie eines Tages aufwacht, befinden sich lauter Insekteneier in ihrer Wohnung. Jareds Mutter, dringt in Caseys Wohnung ein, um diese zur Rede zu stellen. Casey tötet Mrs. Kennedy, indem sie diese mit einer Säure bespuckt. Ihre Freundin Kirsten macht sich große Sorgen und besucht Casey, wird von dieser aber ebenfalls getötet, als Kirsten die Leiche von Mrs. Kennedy findet und in Panik gerät.
Caseys Freundin Jill ist eigentlich in Jared verliebt und versucht die Hochzeit zu verhindern. So hat sie auf Costa Rica Caseys Verlobungsring geklaut und Casey im Glauben gelassen, dass sie einen One-Night-Stand mit einer Urlaubsbekanntschaft hatte. In Wirklichkeit wurde Casey in betrunkenem Zustand gegen ihren Willen zum Sex gezwungen. Dies wurde durch Jill gefilmt, Jared zeigt sie aber nur Bilder davon wie Casey von der Urlaubsbekanntschaft geküsst wird. Jill verführt Jared in ihrem Auto zum Sex, sie werden aber aufgrund ihrer verschärften Sinne von Casey gehört. Diese lässt einen lauten übermenschlichen Schrei los, der bei Jill und Jared zu Übelkeit und zum Erbrechen führt. Jill kommt in Caseys Wohnung und wird von dieser überwältigt, betäubt und an einen Stuhl gefesselt. Als sie wieder aufwacht, wird sie von der inzwischen stark mutierten Casey dazu gezwungen, die Videos von ihrer Vergewaltigung anzusehen. Außerdem zwingt sie Jill nach Jared zu rufen, der daraufhin in die Wohnung eindringt. Casey tötet Jill, worauf ein Kampf zwischen Jared und ihr entbrannt. Jared kann Casey zwar töten, wird von ihr aber noch mit einem Stachel schwer verletzt. Er schleppt sich zurück in seine Wohnung und versucht mit seinem Handy den Notruf zu wählen. Dies gelingt ihm nicht mehr.
Eine Woche später wurde das komplette Haus unter Quarantäne gestellt. Die Polizei durchsucht das Haus und findet in Caseys Wohnung ihre, und die Leichen von Mrs Kennedy, Jill und von Kirsten. In Jareds Wohnung finden sie den schwer verletzten und bereits mutierten Jared in einer Art Kokon. Als sie ihm helfen wollen, quellen lauter Eier und Insekten aus seinem Körper. Diese greifen die Polizisten an.
Am Ende des Films sieht man zwei Joggerinnen, die sich über die bevorstehende Reise der einen nach Costa Rica unterhalten. Eine der beiden wird von einem Insekt gebissen.

## Veröffentlichung
Der Film hatte am 29. Juli 2015 seine Premiere auf dem Fantasia International Film Festival. Einige Tage später wurde der Film auch in Deutschland auf dem Fantasy Filmfest gezeigt. Im Rahmen der Sektion „Directors Spotlight“ erfuhr Bite im Jahr 2017 beim HARD:LINE Film Festival eine Wiederaufführung in Anwesenheit des Regisseurs.

## Rezeption
Die Internetplattform Rotten Tomatoes verzeichnete bei 19 ausgewerteten Kritiken eine Positivquote von 53 %.
Brian Tallerico stellte in seiner Kritik fest, dass der Plot des Films sich in eine Ecke geschrieben habe und nicht in einer Weise entkomme, die befriedigen würde. Ein Großteil des Films sei aber eine kreative eklige Fahrt. Phil Wheat bewertete den Film nach einer Vorführung auf dem FrightFest im Jahr 2015 positiver und merkte an, dass der Film ein seltsame und klaustrophobische Geschichte voll Sexualität, Horror und Körperflüssigkeiten sei. Außerdem erinnere er an das Beste von David Cronenberg und weise Züge von Roman Polańskis Ekel auf.